# Skalhustjärnen (Älvdalens socken, Dalarna, 680042-138809)
Skalhustjärnen är en sjö i Älvdalens kommun i Dalarna och ingår i Dalälvens huvudavrinningsområde.